# Alex Greven
Alexander Craig "Alex" Greven (nacido el 14 de agosto de 1990 en Winston-Salem, Carolina del Norte) es un exjugador de baloncesto estadounidense. Con 1,90 metros de altura jugaba en la posición de escolta.

## High School
Se formó en el R.J. Reynolds High School de su ciudad natal, Winston-Salem, Carolina del Norte, donde fue entrenado por Billy Martin. En su año sophomore llegó con el equipo a los octavos del torneo estatal. Como junior promedió 7,8 puntos por partido, ayudando al equipo a alcanzar los cuartos de final del torneo estatal. En su último, su año senior (2008-2009), fue elegido capitán del equipo y promedió 14 puntos, 6 rebotes y 4 asistencias.

## Universidad
Tras graduarse en 2009, asistió a la Universidad de Emory, situada en Druid Hills, Atlanta, Georgia, perteneciente a la División III de la NCAA y donde cumplió su periplo universitario de cuatro años (2009-2013).

### Emory

#### 2009-2010
En su primera temporada, su año freshman (2009-2010), jugó 25 partidos (2 como titular) con los Eagles con un promedio de 8,5 puntos (39,3 % en triples y 85,2 % en tiros libres) y 2,1 rebotes en 19,5 min. Fue el 3º máximo anotador y triplista del equipo y el 2º en % de triples (35-89) y % de tiros libres (46-54). Tuvo el 9º mejor % de triples de toda la UAA.
Anotó 10 o más puntos en 11 partidos (incluyendo los 5 primeros partidos de la temporada). Tuvo 9 partidos con 2 o más triples metidos. En sus 9 primeros partidos tuvo un gran 89,7 % desde el tiro libre (35-39). El 4 de enero de 2010 fue nombrado jugador de la semana de Emory, tras entrar en el mejor quinteto del torneo Washington & Lee. Tuvo un promedio en el torneo de 20 puntos y fue el máximo anotador del equipo contra Drew con 19 puntos y contra Washington & Lee con 21 puntos (máxima de la temporada; 2-4 de 2, 3-5 de 3 y 8-8 de TL). 
El 21 de febrero de 2010, metió el tiro ganador a falta de sólo 5 segundos para ganar por 64-63 a los Brandeis Judges. Marcó 13 de sus 16 puntos en la segunda parte, en la victoria por 77-64 contra los Brandeis Judges, el  24 de enero de 2010. En ese partido contra los Judges, metió 2 triples en 56 segundos cuando el marcador estaba 60-60, lo que provocó un parcial de 10-0 para los Eagles que les dio una ventaja definitiva de 10 puntos (70-60). El 24 de noviembre de 2010, fue el 2º máximo anotador del equipo contra los Huntingdon Hawks con 18 puntos (13 en la primera parte; 1-3 de 2, 4-8 de 3 y 4 tiros libres metidos). Anotó 12 puntos (todos ellos desde el triple; máximo anotador del equipo en el partido) y cogió 5 rebotes contra Washington University.

#### 2010-2011
En su segunda temporada, su año sophomore (2010-2011), jugó 25 partidos (todos como titular) con los Eagles con un promedio de 14,5 puntos (30,1 % de 3 y 83,3 % en TL), 3,4 rebotes y 1 asistencia en 29,7 min. Fue el 2º máximo anotador del equipo y el 3º en min por partido. Fue el 8º máximo anotador y tuvo el 4º mejor % de tiros libres (90-108) de toda la UAA.
Fue elegido en el segundo mejor quinteto de la UAA y en el segundo mejor quinteto del estado de Georgia por la asociación de entrenadores de baloncesto de Georgia. Anotó 10 o más puntos en 20 de los 25 partidos que jugó (incluyendo 4 partidos con 20 o más puntos). Lideró al equipo en anotación en 5 partidos. Hizo un 22-23 en tiros libres (95,7 %) en los 5 partidos que fueron desde el 7 de diciembre de 2010 hasta el 13 de enero de 2011. Metió 2 o más triples en 11 partidos.
Fue nombrado jugador de la semana de la UAA tras anotar 31 puntos (máxima anotación de su carrera universitaria) en la victoria por 88-82 contra los Methodist Monarchs el 4 de diciembre de 2010 (12-24 en tiros de campo (máximo nº de tiros metidos en un partido en su carrera universitaria), 9-17 de 2, 3-7 de 3 y 4-6 de TL, 2 rebotes y 4 robos (máximo nº de robos de su carrera universitaria) en 36 min). En ese partido anotó 2 tiros libres providenciales a falta de 15 segundos que dieron una ventaja de 4 puntos a los 
Eagles (86-82). Sus 31 puntos representan la 2ª vez en la historia que un jugador de Emory alcanza los 30 puntos (la primera vez fue el 15 de diciembre de 2007 por Spiros Ferderigos). 
El 17 de noviembre de 2010 (primer partido de temporada), en la victoria por 92-84 en la prórroga contra los Oglethorpe Stormy Petrels, fue el máximo anotador del equipo con 28 puntos (2ª mejor anotación de su carrera universitaria) (anotó 19 de esos 28 puntos entre la segunda parte y la prórroga; (9-10 de 2, 2 de 8 de 3 y 4-5 de TL), 6 rebotes y 2 robos en 39 min). El 16 de enero de 2010, fue el máximo anotador del equipo junto con Austin Claunch con 18 puntos (3-6 de 2, 2-5 de 3 y 6-8 de TL), a los que sumó 3 rebotes, 1 asistencia y 1 robo en 34 min. En este partido anotó una bandeja en contrataque crucial a 38 segundos del final que puso el marcador 74-70 (el partido acabó con victoria de los Eagles por 78-70 contra los Chicago Maroons). El 6 de febrero de 2010, en la victoria por 93-85 contra los NYU Violets, anotó 18 puntos (14 en la primera parte, 4-5 de 2, 2-5 de 3 y 4-4 de TL), cogió 4 rebotes, dio 3 asistencias (igualó la máxima de la temporada) y robó 1 balón en 33 min. El 19 de noviembre de 2010, en la victoria por 75-57 contra los Averett Cougars, anotó 9 puntos (3-6 de 2, 0-7 de 3 y 3-6 de TL), cogió 10 rebotes (máxima de la temporada) y dio 3 asistencias (máxima de la temporada) en 27 min. el 21 de enero de 2010, en la victoria por 97-73 contra los CWRU Spartans, fue el máximo anotador del equipo con 18 puntos (6-11 de 2 y 2-3 de 3), a los que sumó 3 rebotes y 1 asistencia en 30 min.
Tuvo otros partidos destacados contra los LaGrange Panthers (21 puntos (6-8 de 2, 3-5 de 3), 2 rebotes, 2 asistencias y 1 robo en 27 min), contra los Maryville Scots (24 puntos (6-10 de 2, 2-4 de 3 y 6-6 de TL), 2 rebotes y 1 robo en 26 min) y contra los Piedmont Lions (17 puntos (2-5 de 2, 3-4 de 3 y 4-4 de TL), 3 rebotes y 1 asistencia en 22 min).

#### 2011-2012
En su tercera temporada, su año junior (2011-2012), jugó 20 partidos (18 como titular) con los Eagles con un promedio de 12,4 puntos (40,3 % en triples y 89,1 % en tiros libres), 4,1 rebotes, 1 asistencia en 27,6 min. Fue el 3º máximo anotador y tuvo el mejor % de tiros libres (49-55) del equipo, siendo el 12º máximo anotador y teniendo el 15º mejor % de triples de toda la UAA. Finalizó en la UAA como el 11º máximo anotador en los partidos de conferencia (14,4) y el 10º mejor % de triples en partidos de conferencia (42,6 %).
Fue elegido por segunda vez en el segundo mejor quinteto de la UAA y en el segundo mejor quinteto del estado de Georgia por la asociación de entrenadores de baloncesto de Georgia. También fue seleccionado en el mejor quinteto Capital One Academic All-District. Se lesionó en los primeros min del partido contra los Berry Vikings, el 22 de noviembre de 2011, que le hizo perderse los siguientes 5 partidos. Volvió a jugar con el equipo el 29 de diciembre de 2011 contra los Rhodes Lynx, anotando 9 puntos (4-5 de 2 y 1-1 de TL) y cogiendo 2 rebotes en 9 min saliendo desde el banquillo. Anotó 10 o más puntos en 11 ocasiones (10 de esas ocasiones fueron en la UAA). Tuvo 4 partidos con 20 o más puntos. Acabó la temporada anotando uno o más triples en los últimos 14 partidos.
El 20 de febrero de 2012, fue nombrado por segunda vez jugador de la semana de la UAA tras promediar 26,5 puntos con un 64,5 % en tiros de campo (20-31) en los partidos contra los Carnegie Mellon Tartans, el 17 de febrero de 2012 (27 puntos (8-9 de 2, 3-7 de 3 y 2-2 de TL), 6 rebotes y 1 asistencia en 37 min) y contra los CWRU Spartans, el 19 de febrero de 2012 (26 puntos (5-7 de 2, 4-8 de 3 y 4-4 de TL), 4 rebotes y 1 robo en 26 min). Hizo su primer doble-doble el 20 de enero de 2012, en la victoria por 83-68 contra los Carnegie Mellon Tartans (fue el máximo anotador del equipo con 22 puntos (14 de ellos en la primera parte, 5-9 de 2, 2-3 de 3 y 6-8 de TL), 11 rebotes y 1 robo en 33 min). En la derrota por 103-102 contra los Chicago Maroons el 27 de enero de 2012, fue uno de los 3 Eagles en llegar a los 20 puntos (20 puntos (4-7 de 2, 3-4 de 3 y 3-5 de TL), 5 rebotes y 1 asistencia en 35 min). En ese partido metió un triple que provocó un parcial de 9-0 para los Eagles, remontando la diferencia de 7 puntos que tenían y poniendo 2 puntos arriba al equipo (98-96) a 1:17 del final. 
El 5 de febrero de 2012, en la derrota por 92-83 contra los Washington-St. Louis Bears, anotó un 3+1 casi al final del partido, acabando con 17 puntos (3º máximo anotador del equipo, 4-9 de 2, 2-5 de 3 y 3-3 de TL) , 4 rebotes, 2 asistencias y 1 robo en 36 min. El 10 de febrero de 2012, en la victoria por 73-70 contra los NYU Violets, marcó un triple cruzial a falta de 30 seg del final para darle la victoria a los Eagles. Acabó con 14 puntos (2º máximo anotador del equipo, 3-4 de 2, 2-3 de 3 y 2-2 de TL) y 4 rebotes en 22 min. El 17 de febrero de 2012, en la derrota por 82-79 contra los Carnegie Mellon Tartans, anotó 27 puntos (máxima de la temporada; 2ª máxima anotación de un jugador de Emory esa temporada). Dos días después, el 19 de febrero de 2012, en la victoria por 105-71 contra los CWRU Spartans fue el máximo anotador del equipo con 26 puntos (18 de ellos en la primera parte) y 4 triples (máxima de la temporada). Marcó 11 de esos 26 puntos en los primeros 6:43 min de partido, lo que hizo que Emory se pusiera 19 puntos arriba (25-6).
Tuvo otros partidos destacados contra los Ferrum Panthers (15 puntos (3-6 de 2, 1-2 de 3 y 6-6 de TL), 3 rebotes, 1 asistencia y 1 robo en 33 min) y contra los CWRU Spartans (14 puntos (3-12 de 2, 2-4 de 3 y 2-2 de TL), 2 rebotes, 1 asistencia y 1 robo en 33 min).

#### 2012-2013
En su cuarta y última temporada, su año senior (2013-2014), jugó 27 partidos (todos como titular) con los Eagles con un promedio de 16,4 puntos (41,6 % en triples y 81,4 % en TL), 4 rebotes y 2,4 asistencias en 33 min. Fue co-campeón con los Eagles de la UAA. Fue el 2º máximo anotador del equipo y el 3º de toda la UAA.
Anotó un total de 444 puntos (11º máximo anotador de la historia de la universidad en una temporada), siendo el 5º máximo anotador senior de la historia de la universidad. Fue el máximo triplista del equipo con 67 triples (4ª mejor marca en una temporada de la historia de la universidad). Promedió 2,48 triples por partido (2º de la UAA y 77.º de toda la División III de la NCAA). Promedió 17,4 puntos en los partidos de la UAA, siendo el máximo anotador del equipo y el 2º de la conferencia. Tuvo un 50 % (42-84) en los partidos de conferencia (2º mejor % de triples en partidos de conferencia de la UAA) y un 41,6 % en total (67-161, 9º mejor % de triples de la UAA). Fue el máximo anotador del equipo en 9 partidos (7 de esos partidos fueron de la UAA). Fue el máximo reboteador del equipo en 7 partidos. Su 81,4 % en tiros libres (83-102) es el 6º mejor % de tiros libres de la UAA. Tuvo un 50 % en tiros de campo en 10 partidos (7 de ellos en la UAA). Tuvo un 49,1 % en tiros de campo en partidos de conferencia, siendo el 11º mejor % en tiros de campo en partidos de conferencia de la UAA. 
El 21 de enero de 2013, fue nombrado por tercera vez jugador de la semana de la UAA tras promediar 20 puntos y 7 rebotes en los partidos contra los CWRU Spartans, el  18 de enero de 2013 (máximo anotador del equipo, 21 puntos (7-9 de 2, 1-4 de 3 y 4-4 de TL), 6 rebotes y 4 asistencias en 32 min) y los Carnegie Mellon Tartans, el 20 de enero de 2013 (19 puntos (4-6 de 2, 3-6 de 3 y 2-2 de TL), 8 rebotes (máximo reboteador del equipo) y 5 asistencias en 29 min). El 17 de noviembre de 2012, en la victoria por 90-80 contra los Ozarks Eagles, anotó 25 puntos (14 de ellos en la segunda parte, incluyendo 7 puntos a 1:38 del final) con un 6-12 de 2, 1-7 de 3 y 10-11 de TL, a los que añadió 9 rebotes (máxima de la temporada), 3 asistencias y 2 robos en 38 min. El 25 de noviembre de 2012, en la victoria por 85-55 contra los Maryville Scots, anotó 16 puntos (3-7 de 2, 2-6 de 3 y 4-6 de TL), cogió 4 rebotes y dio una asistencia en 30 min (Al descanso en el que iban 41-17 a favor de los Eagles, ya llevaba 13 de sus 16 puntos). El 1 de diciembre de 2012, en la victoria por 70-48 contra los Rhodes Lynx, fue el 2º máximo anotador del equipo con 15 puntos (12 en la segunda parte, 1-3 de 2, 4-6 de 2 y 1-2 de TL), a los que añadió 2 rebotes y 2 asistencias en 26 min. 
El 13 de enero de 2013, ayudó a los Eagles a conseguir su primera victoria de la temporada en la UAA contra los Chicago Maroons. Anotó 22 puntos (máximo anotador del partido, 6-10 de 2, 2-5 de 3 y 4-5 de TL), cogió 7 rebotes (máximo reboteador del equipo junto con McPherson Moore, dio 3 asistencias y robó 2 balones en 26 min. 14 de esos 22 fueron en la primera parte, donde Emoryvencía por 37-13. El 10 de febrero de 2013, en la victoria por 82-59 contra los Chicago Maroons, anotó 17 puntos (máximo anotador del partido, 4-4 de 2 y 3-4 de 3), cogió 2 rebotes y dio 1 asistencia en 30 min. El 2 de marzo de 2013, en la victoria en octavos de final de la División III de la NCAA por 77-56 contra los Randolph WildCats, anotó 7 puntos (3-7 de 2, 0-2 de 3 y 1-2 de TL), cogió 7 rebotes (máximo reboteador del equipo) y dio 1 asistencia en 33 min. 
El 19 de febrero de 2013, fue nombrado por cuarta vez jugador de la semana de la UAA y se ganó un puesto en el equipo de la semana por D3hoops.com tras meter 26 puntos en los partidos contra los CWRU Spartans, el 15 de febrero de 2013 (3-7 de 2, 6-9 de 3 y 2-2 de TL, 2 rebotes y 1 robo en 31 min) y los Carnegie Mellon Tartans, el 17 de febrero de 2013 (2-2 de 2, 6-9 de 3 y 4-4 de TL, 5 rebotes, 3 asistencias y 1 robo en 28 min). Entre ambos partidos fue el máximo anotador del equipo y tuvo un 63 % en tiros de campo (17-27) y un 66,7 % en triples (12-18). El 3 de febrero de 2013, en la victoria por 74-69 contra los NUY Violets, anotó 24 puntos (16 en la segunda parte, (1-2 de 2, 7-10 de 3 (máximo nº de triples metidos en un partido en su carrera universitaria) y 1-2 de TL), 1 rebote, 3 asistencia y 1 tapón en 40 min). Metió 5 de sus 7 triples en la segunda parte, siendo la 3ª marca de triples en un partido de un jugador de Emory. El 23 de febrero de 2013, en la victoria por 72-54 contra los Rochester Yellowjackets, partido vital para el co-campeonato de la UAA, anotó 14 puntos (2-9 de 2, 3-6 de 3 y 1-2 de TL), cogió 2 rebotes, dio 1 asistencia, robó 1 balón y puso un tapón en 35 min. 
Fue elegido en el mejor quinteto de la UAA, en el mejor quinteto del estado de Georgia por la asociación de entrenadores de baloncesto de Georgia, en el tercer mejor quinteto Capital One Academic All-American y por segunda vez en el mejor quinteto Capital One Academic All-District.Ganó también el premio Male Recipient of the Emory Athletic Department's Partin. Es el 1º jugador desde Neil Bhutta (año 2000) y el 4º de la historia de la universidad en ganar un NCAA Postgraduate Scholarship. Anotó 10 o más puntos en 24 de los 27 partidos (incluyendo 8 partidos con 20 o más puntos)
Tuvo otros partidos destacados contra los Davidson Wildcats (27 puntos (4-7 de 2, 5-9 de 3 y 4-5 de TL), 4 rebotes, 1 asistencia y 1 tapón en 31 min), contra los Oglethorpe Stormy Petrels (23 puntos (0-2 de 2, 5-12 de 3 y 8-8 de TL), 8 rebotes, 2 asistencias y 1 robo en 36 min) y contra los LaGrange Panthers (20 puntos (2-8 de 2, 3-11 de 3 y 7-8 de TL), 3 rebotes y 6 asistencias en 37 min).

#### Promedios
Disputó un total de 97 partidos (72 como titular) con los Eagles entre las cuatro temporadas, promediando 13,1 puntos (38,1 % en triples y 84 % en tiros libres), 3,4 rebotes y 1,1 asistencias en 27,4 min de media.
Terminó su periplo universitario en Emory siendo el 6º máximo anotador (1,268 puntos) y el 8º en media de puntos de la historia de la universidad. Tiene el 6º mejor récord de triples de la historia de los Eagles con 162. Finalizó entre los 10 primeros de la historia de la universidad en 11 apartados; como por ejemplo 7º en tiros libres anotados (268), 6º mejor % de tiros libres (84 %, 268-319), 9º mejor % de triples (38,1 %, 162-425) o 5º en min totales disputados (2,675). 
Anotó 10 o más puntos en 66 partidos, incluyendo 17 partidos con 20 o más puntos. Fue nombrado cuatro veces jugador de la semana de la UAA. Posee el 2º mayor récord de la historia de Emory de partidos consecutivos anotando al menos un triple, con 39 partidos.

## Trayectoria profesional

### Tees Valley Mohawks
Firmó por los Tees Valley Mohawks de la EBL D1 británica para la temporada 2013-2014. Fue su primera experiencia como profesional pero abandonó el equipo en febrero de 2014.
En los 8 partidos que jugó con el cuadro de Middlesbrough, promedió 22,3 puntos (51,6 % en tiros de campo y 77,1 % en tiros libres), 5,4 rebotes, 2,9 asistencias y 1,1 robos de balón.

### Plasencia Extremadura
El 15 de agosto de 2014, el Plasencia Extremadura de la Liga EBA, la cuarta división española, anunció su fichaje para la temporada 2014-2015.
Disputó 26 partidos de liga con el conjunto extremeño, promediando 22 puntos (49,2 % en triples y 81,6 % en tiros libres), 4,7 rebotes, 1 asistencia y 1 robo de balón en 34,3 min de media.
Fue el 3º máximo anotador, el 3º en min por partido, el 10º en valoración (16,5), el 18º en faltas recibidas por partido (3,8), el 4º mejor % de tiros libres y tuvo el mejor % de triples del Grupo D de la Liga EBA.

### Actel Força Lleida
Tras a estar a prueba a comienzos de septiembre en el Actel Força Lleida de la LEB Oro, la segunda división española, acabó firmando por el club catalán para la temporada 2015-2016, dando así el salto el salto a la LEB Oro desde la Liga EBA. El equipo quedó en la 16.ª y última posición de la tabla y descendió a la LEB Plata
Disputó 21 partidos de liga con el cuadro ilirdense, promediando 4 puntos (31,6 % en triples y 100 % en tiros libres) y 1 rebote en 12,4 min de media.